# Cappon magro
Il cappon magro è un antico piatto tradizionale ligure a base di pesce e verdure. Il termine "magro" indica il suo essere un piatto di magro, riservato cioè ai giorni di penitenza e quaresimali. Il pesce e la verdura di cui è composto vengono serviti su una base di galletta.

## Storia

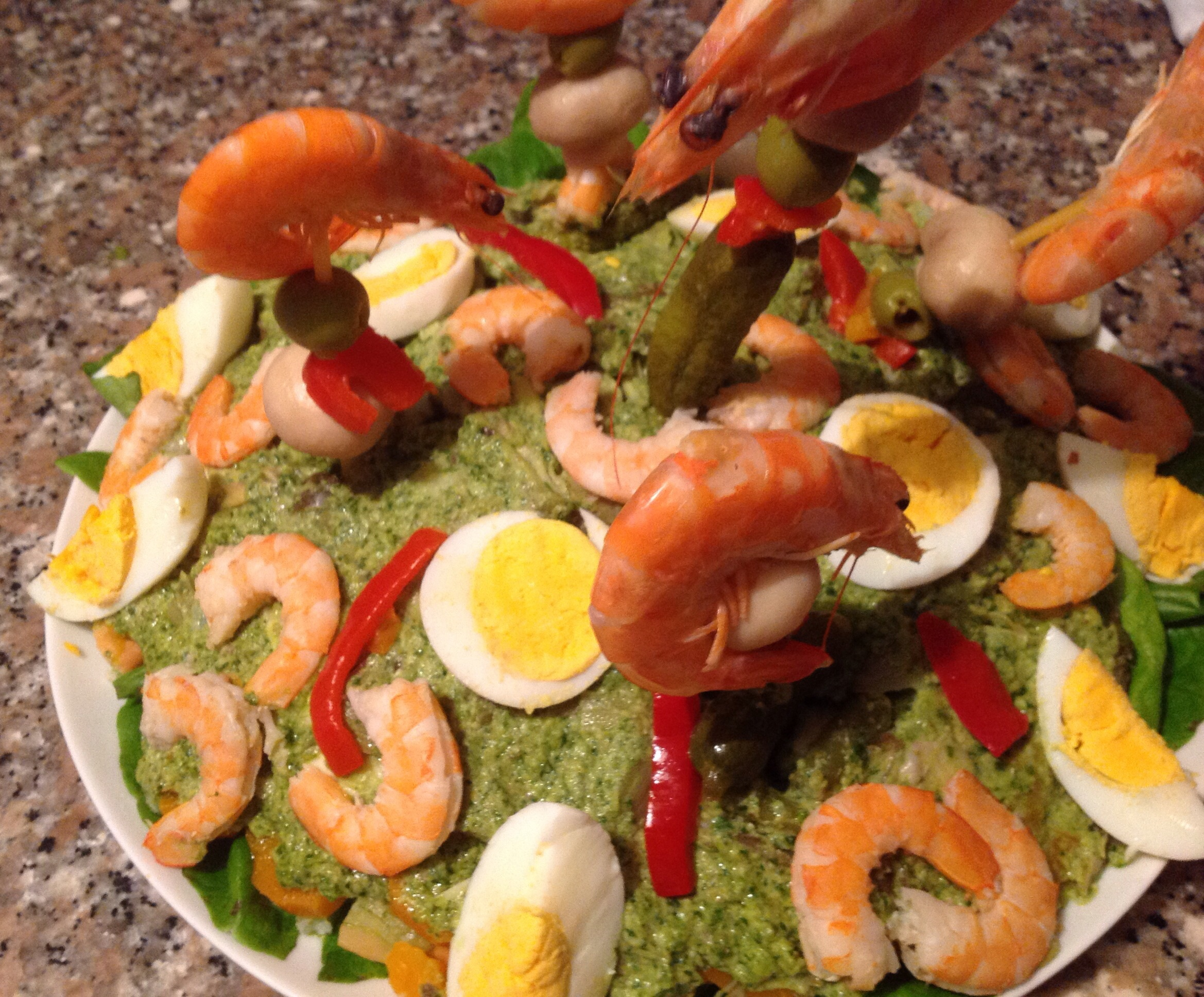
Il cappon magro nella sua tipica presentazione

In origine consumato dai pescatori, direttamente sulle barche o dalla servitù dei nobili che riutilizzava gli avanzi dei banchetti. Oggi è considerato un piatto molto ricercato, di difficile preparazione, destinato principalmente ai giorni che precedono la Pasqua. La ricetta antica è stata resa più ricca e coreografica già durante il periodo Barocco, quando iniziò a essere decorato con salse e gamberi, uova e altre prelibatezze.
Del tutto infondata pare invece l'associazione con il pesce cappone. Il nome richiama piuttosto il cappone, che il cappon magro sostituisce, ma potrebbe essere anche un richiamo alla base di pane secco o galletta, assimilabile al 'chapon' francese, un grosso crostino di pane tostato strofinato con aglio e usato per le zuppe. Il nome richiama inoltre la caponata siciliana, e in effetti nella cucina ligure è presente una versione di caponata, detta caponadda, termine che in questo caso indica un'insalata di pomodori, cetrioli, peperoni, lattuga, uova sode, bottarga e tonno essiccato, condita con olio d'oliva.